# Randhir Kapoor
Randhir Kapoor (Bombay; 15 de febrero de 1947) es un actor, cantante, productor y director cinematográfico nacido en Bombay, India, reconocido en el ambiente de Bollywood. Fue un afamado actor en la década de 1970 e incursionó en la dirección y producción en la década de 1990.

## Carrera
Como parte de la familia Kapoor, es hijo del cineasta Raj Kapoor, nieto del actor Prithviraj Kapoor y hermano del también actor Rishi Kapoor. Randhir hizo su debut actoral en el drama familiar Kal Aaj Aur Kal (1971), un éxito de taquilla. Subsecuentemente, sus papeles protagónicos en las películas Jeet (1972), Hamrahi (1974), Jawani Diwani (1972), Lafange (1975), Ponga Pandit (1975) y Bhala Manus (1976) ayudaron a establecer su carrera en el mundo del cine indio.
Su actuación en la película Kasme Vaade (1978) le valió una nominación a mejor actor en los premios Filmfare. Su participación en las películas Bhanwar, Chacha Bhatija, Heeralaal Pannalal, Mama Bhanja, Aaj Ka Mahaatma, Khalifa, Chor Ke Ghar Chor, Aakhri Daku, Dhongee, Biwi-O-Biwi y Humse Na Jeeta Koi fue aclamada por la crítica especializada. Su carrera entró en declive cuando las comedias musicales Harjaee y Jaane Jaan obtuvieron escasa repercusión y cuando las películas Khazana y Nikkama experimentaron demoras de producción. En 1985 decidió retirarse momentáneamente de la industria del entretenimiento. Sin embargo, el drama romántico Henna (1991), su primera dirección en la década de 1990, resultó ser una de las películas más populares y exitosas de la década. 
Regresó a la actuación en la película de 1997 Ladies Only, producida por Kamal Hasan y protagonizada por Shilpa Shirodkar, Seema Biswas y Heera Rajgopal. Sin embargo, la película nunca se terminó y no pudo ser llevada a los cines. En 1999 hizo parte del elenco de la película Mother junto a Rekha,  Jeetendra y Rakesh Roshan. Después de cuatro años apareció en la cinta Armaan (2003) en un rol de reparto como el padre de Preity Zinta. Recientemente, Kapoor ha regresado de manera ocasional a la dirección. La comedia Housefull (2010) y su continuación de 2012, lograron millones de dólares en ingresos de taquilla.

## Vida personal

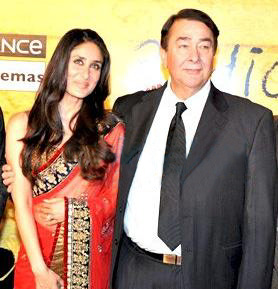
Kapoor con su hija Kareena promocionando la película 3 Idiots en 2009.

Randhir se casó con la actriz Babita, hija del actor Hari Shivdasani, el 6 de noviembre de 1971 después de compartir set con ella en la película Kal Aaj Aur Kal. Sus dos hijas, Karisma Kapoor, nacida en junio de 1974 y Kareena Kapoor, nacida en septiembre de 1980, también forman parte de la escena de Bollywood. La pareja se separó en 1988 pero se reconcilió en 2007, aunque nunca estuvieron divorciados, pero si vivieron separadamente durante 19 años.

## Filmografía

### Actor
- Super Nani (2014)...Sr. Bhatia
- Desi Magic (2014).... Ashok Sexena
- Ramaiya Vastavaiya (2013).... Siddharth
- Housefull 2 (2012)....Dububgggor
- Action Replayy (2010) .... Profesor Anthony Gonsalves
- Housefull (2010) .....Kishore Samtani
- Armaan (2003) ... Gulshan Kapoor
- Mother (1999) ... Kumar Sinha
- Khazana (1987) ... Romela
- Humse Na Jeeta Koi (1983) ... Kishan Singh
- Jaane Jaan (1983)
- Pukar (1983) ... Shekhar
- Sawaal (1982) ... Vikram "Vicky" D. Mehta
- Zamaane Ko Dikhana Hai (1981) ... Ramesh Nanda
- Harjaee (1981) ... Ajay Nath
- Biwi-O-Biwi: The Fun-Film (1981) ... Chander Mohan
- Dhongee (1979) ... Anand/Mr. Chimpaklal
- Aakhri Daku (1978)
- Bhakti Mein Shakti (1978)
- Chor Ke Ghar Chor (1978)
- Heeralaal Pannalaal (1978) ... Pannalal
- Kasme Vaade (1978) ... Ravi Verma
- Mama Bhanja (1977)
- Chacha Bhatija (1977) ... Sunder
- Panchod Mera Naam (1976) ... Haraamzaade
- Bhanwar (1976) ... Anup/Balbir Singh
- Aaj Ka Mahaatma (1976) ... Randhir/Ranvir Varma
- Bhala Manus (1976)
- Ginny Aur Johnny (1976)
- Khalifa (1976)
- Dharam Karam (1975) ... Dharam
- Dafaa 302: Indian Penal Code Section 302 (1975)
- Lafange (1975) ... Gopal/Sadhu
- Ponga Pandit (1975) ... Bhagwati Prasad Pande/Prem
- Dil Diwana(1974)
- Haath Ki Safai (1974)
- Hamrahi (1974)
- Rickshawala (1973)
- Jawani Diwani (1972) ... Vijay Anand
- Jeet (1972) ... Ratan/Ratanu
- Raampur Ka Lakshman (1972) ... Lakshman
- Kal Aaj Aur Kal (1971) ... Rajesh R. Kapoor
- Do Ustad  (1959)... Joven Jaggannath

### Productor
- Aa Ab Laut Chalen (1999)
- PremGranth (1996)
- Henna (1991)

### Director
- Henna (1991)
- Dharam Karam (1975)
- Kal Aaj Aur Kal (1971)